# Vjekoslav Klišanić
Vjekoslav Klišanić (Bjelovar, 4. travnja 1897. - Beograd, 31. ožujka 1980.) - hrvatski general i publicist
Rođen je u Bjelovaru 4. travnja 1897. godine. Završio je srednju školu u Bjelovaru 1915. godine, a studij prava u Zagrebu te Vojnu akademiju u Beogradu. U Prvom svjetskom ratu borio se na talijanskom bojištu i u Galiciji u Ukrajini. Prije Drugog svjetskog rata, bio je potpukovnik vojske Kraljevine Jugoslavije. 
Kao glavnostožerni potpukovnik i pukovnik u domobranstvu NDH bio je glavar stožera Bosanskoga divizijskoga područja, Jadranskoga divizijskoga područja (1941.) i 6. pješačke divizije (1941.–'42), pročelnik glavnostožernoga odjela 1. domobranskoga zbora (1942.) i glavar njegova stožera (1942.–'43).
Godine 1943. zarobili su ga partizani pa prelazi u redove NOVJ, gdje je na stožernim dužnostima pukovnika i general-majora u Generalštabu NOV Hrvatske i Vrhovnom štabu NOVJ.
Poslije rata bio je u Generalštabu JNA, Upravi pješaštva pri Državnom sekretarijatu za narodnu obranu, načelnik Geografskog odjela na Višoj vojnoj akademiji JNA. Aktivna služba u JNA prestala mu je 1958. godine.
Objavio je veći broj radova o vojnim temama u časopisima, pisao je publicističke radove s Milanom Bastom te je pisao za Vojnu enciklopediju.
Njegov brat Ivan Klišanić uhićen je 1944. kao glavnostožerni pukovnik NDH. Bio je u zatvoru u Lepoglavi, nakon čega je ubijen u Jasenovcu.